# Stirton with Thorlby
Stirton with Thorlby – civil parish w Anglii, w North Yorkshire, w dystrykcie (unitary authority) North Yorkshire. W 2011 civil parish liczyła 204 mieszkańców.